# Krakowska Fabryka Aparatów Pomiarowych Mera-KFAP
MERA-KFAP Krakowska Fabryka Aparatów Pomiarowych „MERA-KFAP” – producent aparatury pomiarowej i komputerów. W PRL producent stacji dyskietek.
Producent własnej konstrukcji komputera osobistego KRAK-86. Oferował produkowanie pamięci na dyskietkach dla komputera Elwro 800 Junior, lecz wybrano stacje dyskietek z NRD i Węgier. Mimo że firma zapewniała, że jest w stanie wyprodukować przynajmniej 500 sztuk rocznie, zakłady Elwro odmówiły.

## Historia
Przedsiębiorstwo wielokrotnie zmieniało nazwę i skład:
- 1922 r. - Biuro Techniczne „OROS"
- 1949 r. - Krakowska Fabryka Aparatów Pomiarowych
- 1968 r. - „MERA-KFAP” (włączenie do zjednoczenia MERA)
- 1968 r. - otwarcie oddziału MERA-KFAP w Limanowej[5]
- 1991 r. - oddzielenie oddziału w Limanowej i zmiana jego nazwy na LIMA-THERM
- ?      - „KFAP-WSK"
- ?      - „KFAP Sp. z o.o"
- 2004 r. - „APATOR-KFAP"
- 3 stycznia 2011 - „APATOR POWOGAZ Oddział Zamiejscowy w Krakowie” (włączenie do APATOR POWOGAZ S.A. w Poznaniu)[6]

Uwaga: lista może być niepełna.
Wiosną 2020 r. dokonano rozbiórki budynków KFAP, by w tym miejscu wybudować budynki mieszkalne.

## Ważniejsze produkty
- rejestratory papierowe
- komputery: PSPD 90, MK 40, MK 45, MK 50, KRAK 86
- stacje dyskietek:
  - 8” np PLx45 i PLx45D[8]
  - 5.25” ED 501, ED 502[9][10], ED 505, ED 510, ED 516[11]
  - jednostka pamięci zewnętrznej SP45DE.